# Soirs de Paris
Pour plus de détails, voir Fiche technique et Distribution.
Soirs de Paris est un film français réalisé par Jean Laviron et sorti en 1954.

## Fiche technique
- Titre : Soirs de Paris
- Autre titre : Folies de Paris
- Réalisation : Jean Laviron, assisté de Jean Dewever et André Fey
- Scénario et dialogues : Jean Laviron
- Costumes : Carven
- Photographie : André Germain
- Montage : Andrée Feix
- Son : Roger Cosson
- Musique : Daniel White
- Production : Albert-Pierre Barrière
- Directeur de production : Jacques Dampierre
- Société de production : Arca Films
- Distributeur d'origine : Jeannic Films
- Pays de production :  France
- Tournage : du 26 septembre au 20 octobre 1953
- Format :  Noir et blanc - 1,37:1 - 35 mm - Son mono
- Durée : 85 minutes
- Date de sortie : 
  - France - 8 mars 1954

## Distribution
- Jeannette Batti : Roxy, la chanteuse
- Henri Génès : Tino Carivari, le supporter de Roxy
- Peter Walker : le jeune Américain
- Sophie Sel : la fiancée du jeune Américain
- Rita Cadillac : la strip-teaseuse
- Dany Dauberson : elle-même
- Italo Medini : lui-même